# جون إغان (سياسي)
جون إغان هو معلم وسياسي أمريكي، ولد في 28 فبراير 1876، وتوفي في 21 نوفمبر 1942. نشط حزبياً في الحزب الجمهوري. وقد انتخب عضو جمعية ولاية ويسكونسن ‏.